# Suplemento vitamínico

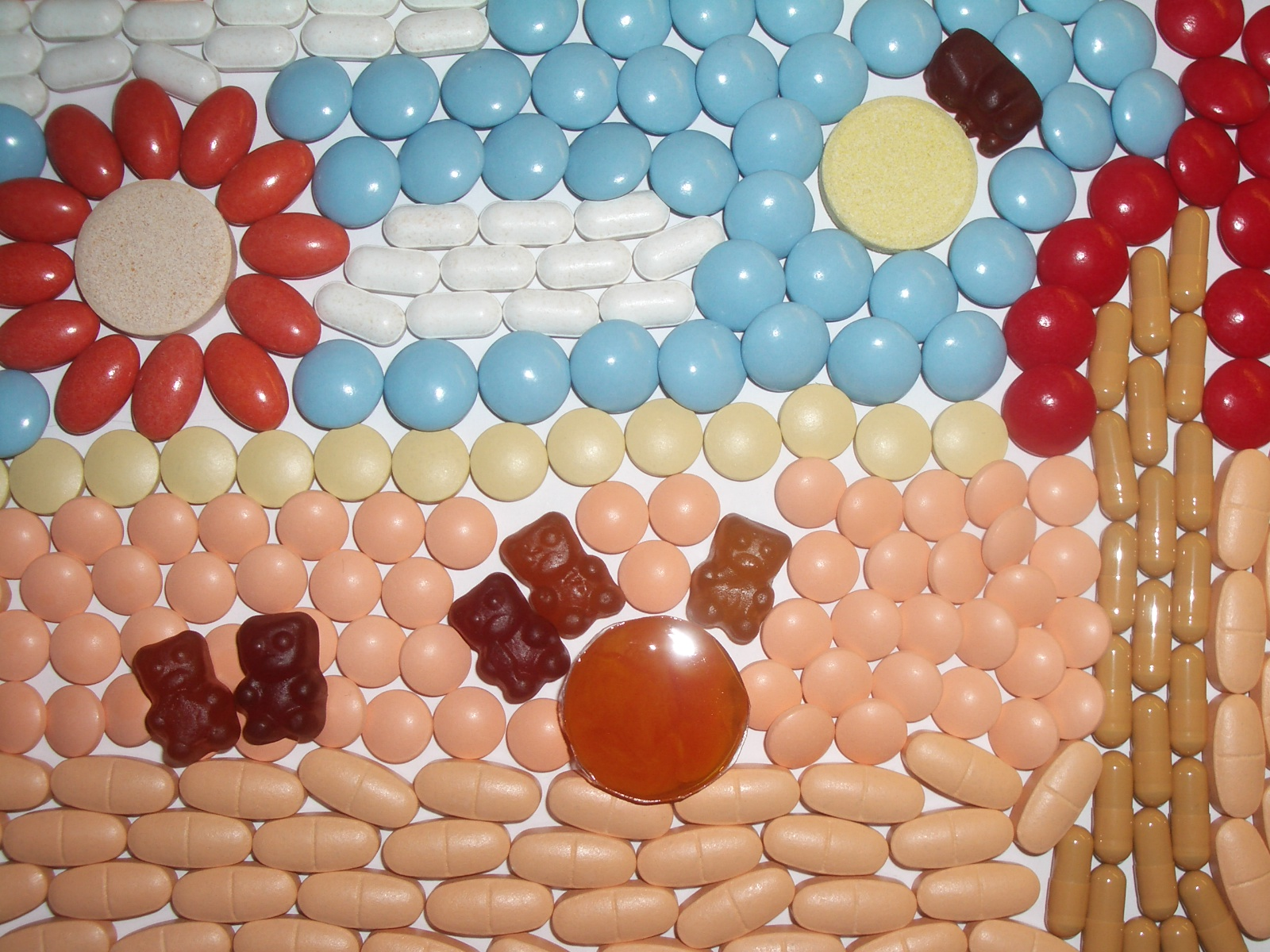
Obra de arte realizada con suplementos viatmínicos

Un suplemento vitamínico es un preparado que contiene vitaminas. Se suele utilizar cuando se prevé una carencia de vitaminas, bien porque se siga una alimentación inadecuada o bien por cualquier motivo (estrés, hacer deporte) que aumente las necesidades del organismo.

## Tipos
Hay suplementos de varios tipos:
- Multivitamínicos o polivitamínicos: contienen muchas vitaminas diferentes y a veces también minerales. Son los más conocidos, sobre todo por la publicidad que emiten a través de muchos medios de información. Es fundamental que los multivitamínicos para niños y adultos se tomen en combinación con una alimentación saludable y un estilo de vida activo para maximizar sus beneficios y mejorar la salud en general.
El hecho de que tengan más variedad de vitaminas no los hace mejores, algunas de las vitaminas que contiene no son vitaminas de las que se tengan carencias habituales o tienen un potencial tóxico alto.
Un ejemplo sería la vitamina A, cuyas reservas en el organismo son de 1 o 2 años, y es de las vitaminas más tóxicas.
- Grupo B: contienen vitaminas del grupo B, y a veces alguna otra, como la C. Las vitaminas del Grupo B son bastante inocuas. Si se produce una intoxicación la primera causante suele ser la B3, después, en dosis bastante altas, la B6.
Un ejemplo de suplemento de este tipo es Becozyme, que contiene todo el grupo B, menos el ácido fólico y tiene además vitamina C.
  - Una variante de este tipo de suplementos es el complejo B1-B6-B12. Se suele recomendar para intoxicaciones alcohólicas leves. Realmente es lo único que ha demostrado alguna efectividad contra la resaca, ya que ayuda a metabolizar el alcohol.
- Suplementos de una sola vitamina: como su nombre indica contienen una vitamina concreta. No son aconsejables, salvo que se sepa que se tiene una avitaminosis de esa vitamina.

## Recomendaciones generales
Si se va a hacer un consumo prolongado, varios meses, es más recomendable tomar un suplemento que sólo contenga vitaminas hidrosolubles (grupo B y C).
Se recomienda consumirlas con comida o algún zumo. La comida puede contener sustancias que contribuyan a su absorción.

Este efecto es muy notable en las vitaminas liposolubles, que se absorben muy mal si no hay nada de grasa en el estómago. Por ejemplo, cuando se toman en ayunas o sólo con un zumo.

Para evitarlo, hay presentaciones de vitaminas liposolubles que son una gota de aceite recubierta de una bolsa de gelatina de tacto seco, en donde están las vitaminas, que es suficiente para que se absorban correctamente.

Algunas presentaciones tiene algún estimulante, muy habitualmente ginseng.

El ginseng, o cualquier otro estimulante, tendrá un efecto que podría producirse de forma mucho más barata con un simple café. Además puede enmascarar el efecto de las vitaminas. Puede producir un bienestar que no esté relacionado con las vitaminas, o por el contrario, que el efecto de una vitamina sea asociado al estimulante y no se descubra una deficiencia real.

Algunas vitaminas puede hacer efecto en pocos días o incluso horas.

## Legislación
Los suplementos vitamínicos no son medicamentos y por lo tanto no están regulados por la misma legislación que los medicamentos.
El problema con los suplementos falsos y fraudulentos

## Gluten
Los suplementos vitamínicos pueden contener gluten, harinas u otros productos derivados, hecho que es importante tener en cuenta en personas que padecen algún trastorno relacionado con el gluten. Por lo general, la lectura del etiquetado no es suficiente para aclarar si el producto contiene gluten o trazas.